# Kvalifikace na Mistrovství Evropy ve fotbale 2000
Kvalifikace na Mistrovství Evropy ve fotbale 2000 probíhala v letech 1998 a 1999. Zúčastnilo se jí 49 fotbalových reprezentací, které byly rozlosovány do devíti skupin po šesti, resp. pěti týmech. Ve skupinách hrál každý s každým doma a venku a vítězové jednotlivých skupin a nejlepší tým na druhých místech postoupili přímo na závěrečný turnaj. Zbylá osmička týmů na druhých místech hrála baráž o zbylé 4 místenky na závěrečném turnaji.

## Skupina 1
| Tým       | B  | Z | V | R | P | VG | IG | +/- |
| --------- | -- | - | - | - | - | -- | -- | --- |
| Itálie    | 15 | 8 | 4 | 3 | 1 | 13 | 5  | +8  |
| Dánsko    | 14 | 8 | 4 | 2 | 2 | 11 | 8  | +3  |
| Švýcarsko | 14 | 8 | 4 | 2 | 2 | 9  | 5  | +4  |
| Wales     | 9  | 8 | 3 | 0 | 5 | 7  | 16 | -9  |
| Bělorusko | 3  | 8 | 0 | 3 | 5 | 4  | 10 | -6  |

## Skupina 2
| Tým       | B  | Z  | V | R | P | VG | IG | +/- |
| --------- | -- | -- | - | - | - | -- | -- | --- |
| Norsko    | 25 | 10 | 8 | 1 | 1 | 21 | 9  | +12 |
| Slovinsko | 17 | 10 | 5 | 2 | 3 | 12 | 14 | -2  |
| Řecko     | 15 | 10 | 4 | 3 | 3 | 13 | 8  | +5  |
| Lotyšsko  | 13 | 10 | 3 | 4 | 3 | 13 | 12 | +1  |
| Albánie   | 7  | 10 | 1 | 4 | 5 | 8  | 14 | -6  |
| Gruzie    | 5  | 10 | 1 | 2 | 7 | 8  | 18 | -10 |

## Skupina 3
| Tým           | B  | Z | V | R | P | VG | IG | +/- |
| ------------- | -- | - | - | - | - | -- | -- | --- |
| Německo       | 19 | 8 | 6 | 1 | 1 | 20 | 4  | +16 |
| Turecko       | 17 | 8 | 5 | 2 | 1 | 15 | 6  | +9  |
| Finsko        | 10 | 8 | 3 | 1 | 4 | 13 | 13 | 0   |
| Severní Irsko | 5  | 8 | 1 | 2 | 5 | 4  | 19 | -15 |
| Moldavsko     | 4  | 8 | 0 | 4 | 4 | 7  | 17 | -10 |

## Skupina 4
| Tým      | B  | Z  | V | R | P  | VG | IG | +/- |
| -------- | -- | -- | - | - | -- | -- | -- | --- |
| Francie  | 21 | 10 | 6 | 3 | 1  | 17 | 10 | +7  |
| Ukrajina | 20 | 10 | 5 | 5 | 0  | 14 | 4  | +10 |
| Rusko    | 19 | 10 | 6 | 1 | 3  | 22 | 12 | +10 |
| Island   | 15 | 10 | 4 | 3 | 3  | 12 | 7  | +5  |
| Arménie  | 8  | 10 | 2 | 2 | 6  | 8  | 15 | -7  |
| Andorra  | 0  | 10 | 0 | 0 | 10 | 3  | 28 | -25 |

## Skupina 5
| Tým         | B  | Z | V | R | P | VG | IG | +/- |
| ----------- | -- | - | - | - | - | -- | -- | --- |
| Švédsko     | 22 | 8 | 7 | 1 | 0 | 10 | 1  | +9  |
| Anglie      | 13 | 8 | 3 | 4 | 1 | 14 | 4  | +10 |
| Polsko      | 13 | 8 | 4 | 1 | 3 | 12 | 8  | +4  |
| Bulharsko   | 8  | 8 | 2 | 2 | 4 | 6  | 8  | -2  |
| Lucembursko | 0  | 8 | 0 | 0 | 8 | 2  | 23 | -21 |

## Skupina 6
| Tým        | B  | Z | V | R | P | VG | IG | +/- |
| ---------- | -- | - | - | - | - | -- | -- | --- |
| Španělsko  | 21 | 8 | 7 | 0 | 1 | 42 | 5  | +37 |
| Izrael     | 13 | 8 | 4 | 1 | 3 | 25 | 9  | +16 |
| Rakousko   | 13 | 8 | 4 | 1 | 3 | 19 | 20 | -1  |
| Kypr       | 12 | 8 | 4 | 0 | 4 | 12 | 21 | -9  |
| San Marino | 0  | 8 | 0 | 0 | 8 | 1  | 44 | -43 |

## Skupina 7
| Tým             | B  | Z  | V | R | P | VG | IG | +/- |
| --------------- | -- | -- | - | - | - | -- | -- | --- |
| Rumunsko        | 24 | 10 | 7 | 3 | 0 | 25 | 3  | +22 |
| Portugalsko     | 23 | 10 | 7 | 2 | 1 | 32 | 4  | +28 |
| Slovensko       | 17 | 10 | 5 | 2 | 3 | 12 | 9  | +3  |
| Maďarsko        | 12 | 10 | 3 | 3 | 4 | 14 | 10 | +4  |
| Ázerbájdžán     | 4  | 10 | 1 | 1 | 8 | 6  | 26 | -20 |
| Lichtenštejnsko | 4  | 10 | 1 | 1 | 8 | 2  | 39 | -37 |

## Skupina 8
| Tým        | B  | Z | V | R | P | VG | IG | +/- |
| ---------- | -- | - | - | - | - | -- | -- | --- |
| Jugoslávie | 17 | 8 | 5 | 2 | 1 | 18 | 8  | +10 |
| Irsko      | 16 | 8 | 5 | 1 | 2 | 14 | 6  | +8  |
| Chorvatsko | 15 | 8 | 4 | 3 | 1 | 13 | 9  | +4  |
| Makedonie  | 8  | 8 | 2 | 2 | 4 | 13 | 14 | -1  |
| Malta      | 0  | 8 | 0 | 0 | 8 | 6  | 27 | -21 |

## Skupina 9
| Tým                 | B  | Z  | V  | R | P | VG | IG | +/- |
| ------------------- | -- | -- | -- | - | - | -- | -- | --- |
| Česko               | 30 | 10 | 10 | 0 | 0 | 26 | 5  | +21 |
| Skotsko             | 18 | 10 | 5  | 3 | 2 | 15 | 10 | +5  |
| Estonsko            | 11 | 10 | 3  | 2 | 5 | 15 | 17 | -2  |
| Bosna a Hercegovina | 11 | 10 | 3  | 2 | 5 | 14 | 17 | -3  |
| Litva               | 11 | 10 | 3  | 2 | 5 | 8  | 16 | -8  |
| Faerské ostrovy     | 3  | 10 | 0  | 3 | 7 | 4  | 17 | -13 |

## Žebříček týmů na druhých místech
Do žebříčku týmů na druhých místech se započítávaly pouze zápasy s prvním, třetím a čtvrtým týmem dané skupiny. Nejlepší tým na druhých místech postoupil na závěrečný turnaj, zbylé týmy se účastnily baráže.
| Legenda                                 |
| --------------------------------------- |
| Tým přímo postoupil na závěrečný turnaj |
| Tým byl nucen hrát baráž                |

| Sk. | Tým         | Z | V | R | P | VG | IG | +/- | B  |
| --- | ----------- | - | - | - | - | -- | -- | --- | -- |
| 7   | Portugalsko | 6 | 4 | 1 | 1 | 11 | 3  | +8  | 13 |
| 3   | Turecko     | 6 | 4 | 1 | 1 | 12 | 5  | +7  | 13 |
| 8   | Irsko       | 6 | 3 | 1 | 2 | 8  | 4  | +4  | 10 |
| 9   | Skotsko     | 6 | 3 | 1 | 2 | 9  | 6  | +3  | 10 |
| 1   | Dánsko      | 6 | 3 | 1 | 2 | 10 | 8  | +2  | 10 |
| 4   | Ukrajina    | 6 | 2 | 4 | 0 | 6  | 4  | +2  | 10 |
| 6   | Izrael      | 6 | 2 | 1 | 3 | 12 | 9  | +3  | 7  |
| 5   | Anglie      | 6 | 1 | 4 | 1 | 5  | 4  | +1  | 7  |
| 2   | Slovinsko   | 6 | 2 | 1 | 3 | 6  | 12 | -6  | 7  |

## Baráž

### Úvodní zápasy
| 13. listopadu 1999 |       |                  |                                                                |
| Skotsko            | 0 – 2 | Anglie           | Hampden Park, Glasgow diváci: 50.132 rozhodčí: Diaz Vega (ESP) |
|                    |       | Scholes 21', 42' | Hampden Park, Glasgow diváci: 50.132 rozhodčí: Diaz Vega (ESP) |

| 13. listopadu 1999 |       |                                                              |                                                                    |
| Izrael             | 0 – 5 | Dánsko                                                       | Ramat Gan Stadium, Tel Aviv diváci: 43.000 rozhodčí: Elleray (ENG) |
|                    |       | Tomasson 2', 34' Tøfting 67' Jørgensen 68' Steen Nielsen 73' | Ramat Gan Stadium, Tel Aviv diváci: 43.000 rozhodčí: Elleray (ENG) |

| 13. listopadu 1999       |       |              |                                                               |
| Slovinsko                | 2 – 1 | Ukrajina     | Bežigrad Stadium, Lublaň diváci: 18.000 rozhodčí: Meier (SUI) |
| Zahovič 53' Ačimovič 83' |       | Ševčenko 33' | Bežigrad Stadium, Lublaň diváci: 18.000 rozhodčí: Meier (SUI) |

| 13. listopadu 1999 |       |                    |                                                             |
| Irsko              | 1 – 1 | Turecko            | Lansdowne Road, Dublin diváci: 53.610 rozhodčí: Frisk (SWE) |
| Keane 79'          |       | Havutçu 83' (pen.) | Lansdowne Road, Dublin diváci: 53.610 rozhodčí: Frisk (SWE) |

### Odvety
| 17. listopadu 1999 |       |               |                                                                |
| Anglie             | 0 – 1 | Skotsko       | Wembley Stadium, Londýn diváci: 75.848 rozhodčí: Collina (ITA) |
|                    |       | Hutchison 39' | Wembley Stadium, Londýn diváci: 75.848 rozhodčí: Collina (ITA) |

 Anglie zvítězila celkovým skóre 2:1 a postoupila na závěrečný turnaj.
| 17. listopadu 1999                     |       |        |                                                                   |
| Dánsko                                 | 3 – 0 | Izrael | Parken Stadium, Kodaň diváci: 41.186 rozhodčí: Melo Pereira (POR) |
| Sand 4' Steen Nielsen 14' Tomasson 64' |       |        | Parken Stadium, Kodaň diváci: 41.186 rozhodčí: Melo Pereira (POR) |

 Dánsko zvítězilo celkovým skóre 8:0 a postoupilo na závěrečný turnaj.
| 17. listopadu 1999 |       |            |                                                                     |
| Ukrajina           | 1 – 1 | Slovinsko  | Olimpijskij stadion, Kyjev diváci: 80.000 rozhodčí: Heynemann (GER) |
| Rebrov 68'         |       | Pavlin 78' | Olimpijskij stadion, Kyjev diváci: 80.000 rozhodčí: Heynemann (GER) |

 Slovinsko zvítězilo celkovým skóre 3:2 a postoupilo na závěrečný turnaj.
| 17. listopadu 1999 |       |       |                                                                       |
| Turecko            | 0 – 0 | Irsko | Bursa Atatürk Stadium, Bursa diváci: 21.000 rozhodčí: Veissière (FRA) |
|                    |       |       | Bursa Atatürk Stadium, Bursa diváci: 21.000 rozhodčí: Veissière (FRA) |

Celkové skóre dvojzápasu bylo 1:1,  Turecko postoupilo díky více vstřeleným gólům na hřišti soupeře.